# Montignoso
Montignoso é uma comuna italiana da região da Toscana, província de Massa-Carrara, com cerca de 10.028 habitantes. Estende-se por uma área de 16 km², tendo uma densidade populacional de 627 hab/km². Faz fronteira com Forte dei Marmi (LU), Massa, Pietrasanta (LU), Seravezza (LU).

## Demografia
| Variação demográfica do município entre 1861 e 2011                               |
|                                                                                   |
| Fonte: Istituto Nazionale di Statistica (ISTAT) - Elaboração gráfica da Wikipedia |